# Georges River Council
Koordinaten: 33° 58′ S, 151° 5′ O

Das Georges River Council ist ein lokales Verwaltungsgebiet (LGA) im australischen Bundesstaat New South Wales. Georges River gehört zur Metropole Sydney, der Hauptstadt von New South Wales. Das Gebiet ist 38,3 km² groß und hat etwa 152.000 Einwohner.
Georges River liegt im inneren Stadtbereich von Sydney nördlich der Mündung des gleichnamigen Flusses in die Botany Bay etwa 18 km südwestlich des Stadtzentrums. Das Gebiet beinhaltet 25 Stadtteile: Allawah, Beverley Park, Blakehurst, Carss Park, Connells Point, Hurstville, Hurstville Grove, South Hurstville, Kogarah Bay, Kyle Bay, Lugarno, Mortdale, Oatley, Peakhurst, Peakhurst Heights, Penshurst und Teile von Beverly Hills, Carlton, Kingsgrove, Kogarah, Narwee, Oyster Bay, Ramsgate, Riverwood und Sans Souci. Der Verwaltungssitz des Councils befindet sich im Stadtteil Hurstville im Nordwesten der LGA.
Georges River entstand am 12. Mai 2016 durch den Zusammenschluss von Hurstville City mit dem Kogarah Council.

## Verwaltung
Das Verwaltungsgremium, das wie die LGA Georges River Council heißt, hat 15 Mitglieder. Sie werden von den Bewohnern von fünf Wards gewählt (je drei aus den Wards Blakehurst, Hurstville, Kogarah Bay, Mortdale und Peakhurst). Diese fünf Bezirke sind unabhängig von den Stadtteilen festgelegt. Aus dem Kreis der Councillor rekrutiert sich auch der Mayor (Bürgermeister) des Councils.